# Вътрешен строеж на Земята
Вътрешният строеж на Земята е подобен на външния. Той се състои от слоеве (пластове) и структурното съотношение и разположение на изграждащите я геосфери. Тези слоеве се определят от техните физични и химични свойства. Вътрешността на Земята е подобна на тази на другите земеподобни планети – има външна силикатна твърда земна кора, високо вискозна течна земна мантия, течно външно ядро с много по-малък вискозитет от мантията и твърдо вътрешно ядро. Много от скалите формирали кората са на по-малко от 100 милиона години, а най-старата повърхност е на 4,4 млрд. години, което показва, че Земята е имала твърда кора поне толкова дълго.

## Методи за изследване
Данните от преките изследвания на строежа на Земята засягат само най-близките до повърхността части на мантията. Те се получават чрез изследователски сондажи, чиято дълбочина не надминава 13 km. Това отнесено към радиуса на Земята показва, че директно може да се изследва една много малка част. Още по-незначителнелна е информацията получавана от дълбочинните шахти, едва до 3,5 km.
Доказателства за структурата на Земята се извличат от наблюдения на поведението на сеизмичните вълни. При вулкани се освобождават огромни количества енергия, пораждащи вълни, които преминават през планетата и могат да бъдат уловени на повърхността. Хората са установили тези количества чрез много методи. Сеизмичните вълни се характеризират с различни амплитуди и скорости в различните скални пластове. Регистрирането на сеизмичните вълни дава информация за разположението на слоевете и подкрепя хипотезата за концентричния модел на вътрешния строеж на Земята и за съществуването на течно външно ядро, обвиващо най-вътрешното.

## Строеж
- Земно ядро
  - Вътрешно земно ядро
  - Външно земно ядро
- Земна мантия
  - Долна земна мантия
  - Средна земна мантия
  - Горна земна мантия
    - Астеносфера
- Земна кора
  - Океански тип земна кора
  - Преходен тип земна кора
  - Континентален тип земна кора

В центъра на Земята се намира ядро, което е изградено от желязо и скали. То е съставено от вътрешно и външно ядро. Външното ядро е течно, с температура около 3360 °C. Вътрешното ядро е много по-горещо (до 4930 °C). Предполага се, че то е плътно и течно, заради гигантското налягане, което според учените може би е 5 – 6 млн. пъти по-голямо от атмосферното налягане. Вътрешното и външното ядро съставляват 37,5% от цялата маса на Земята.
Над ядрото е разположена мантията. Това е най-дебелият слой, обхващащ 66% от земната маса. От долу нагоре тя постепенно се променя, затова се разделя на долна и горна мантия. Най-външната част на горната мантия е изградена от твърди скали. Под тях е пластичната астеносфера. Тук температурата е над 1300 °C и скалите са в разтопено състояние (магма). Веществата в астеносферата са в непрекъснато движение (конвекция).
Над мантията е разположен най-външният твърд скален слой – земната кора. Различават се два типа земна кора – континентална и океанска. Континенталната кора изгражда земната суша (континентите). Тя е дебела средно 30 –50 km, но има места, където дебелината ѝ е само 20 km, а другаде, под планините (например Хималаите), е около 65 km. Наричат я още сиал, заради високото съдържание на силиций и алуминий в изграждащите я гранитни скали. Океанската кора (т.нар. сима) е много по-тънка (5 – 15 km), изградена главно от базалт, с високо съдържание на силиций, магнезий и желязо.
Земната кора заедно с твърдата най-външна част на горната мантия се наричат литосфера.